# Миладиновци (Добричская область)
Миладиновци (болг. Миладиновци) — село в Болгарии. Находится в Добричской области, входит в общину Добричка. Население составляет 147 человек.

## Политическая ситуация
Кмет (мэр) общины Добричка — Петко Йорданов Петков (Болгарская социалистическая партия (БСП)) по результатам выборов в правление общины.